# Château d'Altwied
 (mars 2022).
La mise en forme du texte ne suit pas les recommandations de Wikipédia : il faut le « wikifier ».
Les points d'amélioration suivants sont les cas les plus fréquents :
- Les titres sont pré-formatés par le logiciel. Ils ne sont ni en capitales, ni en gras.
- Le texte ne doit pas être écrit en capitales (les noms de famille non plus), ni en gras, ni en italique, ni en « petit »…
- Le gras n'est utilisé que pour surligner le titre de l'article dans l'introduction, une seule fois.
- L'italique est rarement utilisé : mots en langue étrangère, titres d'œuvres, noms de bateaux, etc.
- Les citations ne sont pas en italique mais en corps de texte normal. Elles sont entourées par des guillemets français : « et ».
- Les listes à puces sont à éviter, des paragraphes rédigés étant largement préférés. Les tableaux sont à réserver à la présentation de données structurées (résultats, etc.).
- Les appels de note de bas de page (petits chiffres en exposant, introduits par l'outil «  Source ») sont à placer entre la fin de phrase et le point final[comme ça].
- Les liens internes (vers d'autres articles de Wikipédia) sont à choisir avec parcimonie. Créez des liens vers des articles approfondissant le sujet. Les termes génériques sans rapport avec le sujet sont à éviter, ainsi que les répétitions de liens vers un même terme.
- Les liens externes sont à placer uniquement dans une section « Liens externes », à la fin de l'article. Ces liens sont à choisir avec parcimonie suivant les règles définies. Si un lien sert de source à l'article, son insertion dans le texte est à faire par les notes de bas de page.
- La présentation des références doit suivre les conventions bibliographiques. Il est recommandé d'utiliser les modèles {{Ouvrage}}, {{Chapitre}}, {{Article}}, {{Lien web}} et/ou {{Bibliographie}}. Le mode d'édition visuel peut mettre en forme automatiquement les références.
- Insérer une infobox (cadre d'informations à droite) n'est pas obligatoire pour parachever la mise en page.

Pour une aide détaillée, merci de consulter Aide:Wikification.
Si vous pensez que ces points ont été résolus, vous pouvez retirer ce bandeau et améliorer la mise en forme d'un autre article.
Le château fort d'Altwied (en allemand : Burg Altwied) fut le château familial des comtes de Wied, construit avant 1129, dont les ruines se situent encore sur un éperon rocheux, entouré par une boucle de la rivière Wied, dans l’actuel quartier de Altwied, faisant partie de la ville de Neuwied en Rhénanie Palatinat, Allemagne. Actuellement (mars 2022), l'intérieur des ruines n'est pas accessible au public. 

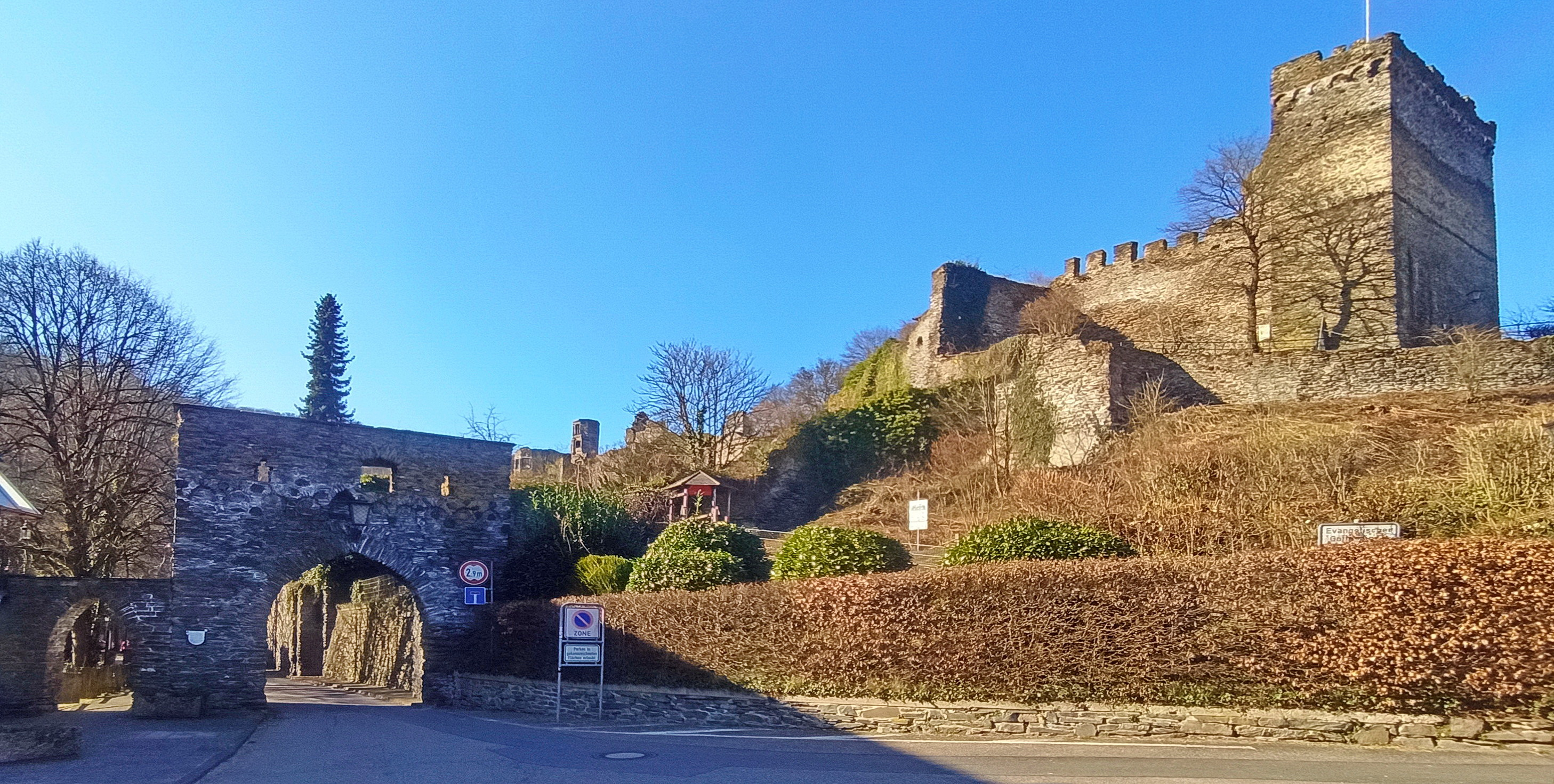
Chateau fort de Burg Altwied début mars 2022.

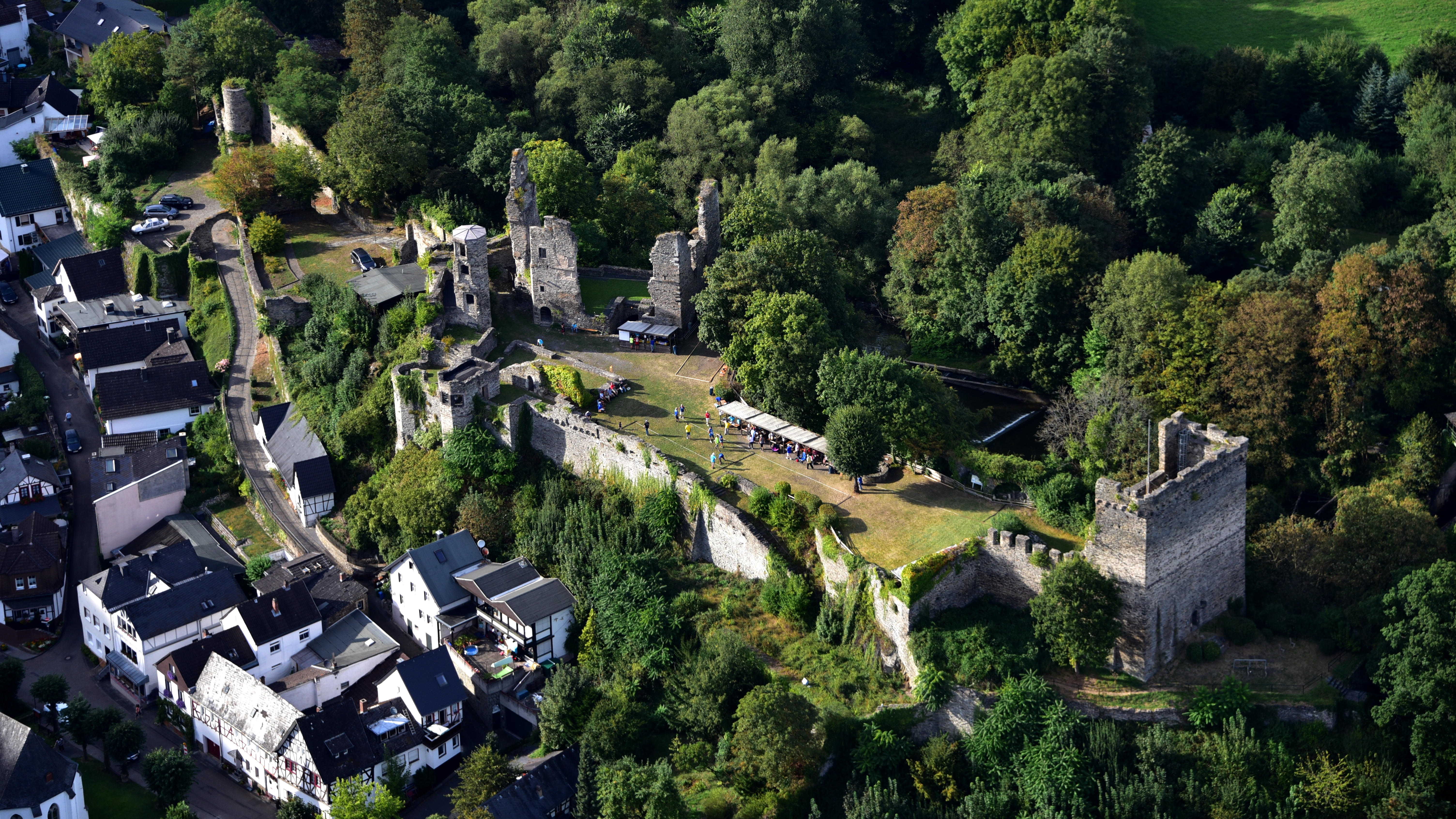
Vue aérienne.

Burg Altwied ne doit pas être confondu avec le château fort de Altenwied, ce dernier se situant à environ 25 km on amont sur la Wied, près de la petite ville de Neustadt. Pour se distinguer de ce château en amont (appartenant alors à l’électorat de Cologne) le château en aval, dont il est question ici (appartenant au comté de Wied), fut d’abord appelé Niederwied (comme documenté en 1301), et plus tard, Grafenwied.  
C’est seulement à la création de la ville de Neuwied (en français : nouvelle Wied) en 1653, que le nom de Altwied (ancienne Wied) fut utilisé. Au XIXe siècle et même jusqu'en 1930, on utilisa les noms de Niederaltwied (Altwied inférieur) et Oberaltwied (Altwied supérieur) pour les 2 châteaux de la vallée.

## Situation géographique

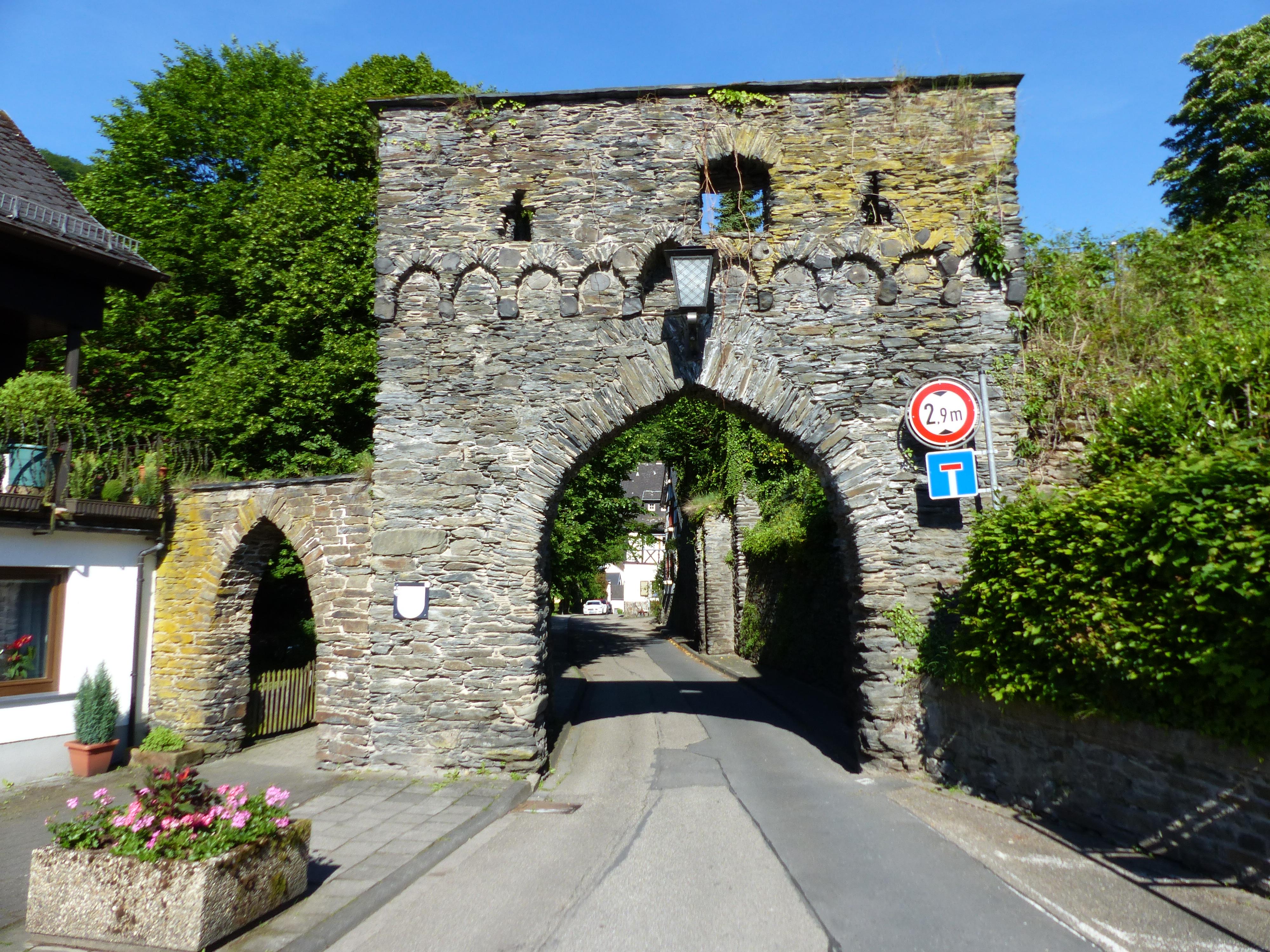
Porte principale pour accéder au bourg de Altwied.

La ruine du château avec ses murs de défense se situe à environ 5 km au nord du centre-ville de Neuwied, sur un éperon rocheux dans une section étroite de la vallée de la Wied. La rivière y fait une boucle serrée de façon à contourner le château par trois côtés. L'actuelle route de la vallée, la Wiedtalstrasse (L 255) passe à proximité du château fort qui s'élève à 25 mètres depuis le fond de la vallée, mais il est dépassé par les collines autour. La ruine-même se situe à une altitude d'environ 100 m.

## Histoire
Le donjon dans la partie est du futur château principal fut construit avant 1129 par Metfied (ou Meffried), comte de Engersau (ainsi nommé en 1084, 1101 et 1105). Cette tour fut alors le centre d'une première seigneurie dans la basse vallée de la Wied. En 1129, Metfried se fait appeler pour la première fois Meffridus de Widhe on relation avec ce lieu. L'origine familiale de ce fondateur du comté de Wied n’est pas clairement établie. Les noms de ses parentés indiqueraient vers des ancêtres de la région sud de l'Eifel, mais d’autres sources pointeraient plutôt vers les comtes de Engersau.
La première phase de construction fut terminée en 1179 par le comte Theoderich, un petit-fils du fondateur. La chapelle du château, consacré à Saint Georges, fut citée pour la première fois en 1259. Le hameau adjacent au château du même nom de Altwied fut mentionné pour la première fois en 1275 dans une lettre de remerciement à la comtesse d’alors, et l’on suppose donc que le hameau fut construit ultérieurement. La totalité des constructions incluant tours, château et hameau furent sécurisées aux XIIIe et XIVe siècles par un mur d'enceinte tout autour. Le château fort ainsi que le hameau en bas du rocher furent alors accessible par 3 portes : La Porz (porte principal), la Judentor et la Mühlentor. À cette époque fut également construite la chapelle dans le hameau, qui accueillit en son temps, les sépultures de la famille seigneuriale.
Comme documenté en 1404, Altwied fut aussi un haut lieu de juridiction pour la région, puis un siège administratif dès 1480. Bien que le hameau profitât de certains privilèges à l'intérieur du mur d'enceinte, il n'a jamais pu atteindre une notoriété supra locale, du fait de sa situation géographique. 
Au début du XVIIe siècle apparaissent des effets de vieillissement des constructions dont les parties les plus anciennes eurent alors déjà 500 ans.
En 1622, Hermann zu Wied, avec l'argent de son épouse Magdalene, construisit une maison d’extension sur l'abrupte descente nord du lieu. Cette bâtisse, appelé Frauenhaus (maison de la femme) resta habitée pendant la plus longue période et se dégradât seulement autour de 1800. Entre 1633 et 1657, elle fut la maison de veuve pour Magdalene.
Durant toute son existence, le château fort de Altwied n'a jamais été le lieu d'une bataille. Il n’a jamais été conquis, ni détruit. Du fait de sa situation géographique isolée, le château fort de Altwied (comme celui de Braunsberg) dépérit lentement et ne correspondit plus aux exigences militaires et économiques de l’époque moderne qui débuta. Le comte Frédéric III (Friedrich III) se voyait incité à créer de nouvelles résidences à proximité immédiate du Rhin.  En 1648 il débutât la construction du château de Friedrichstein au bord du Rhin dans l'actuel quartier de Fahr à Neuwied ; puis la petite forteresse de Langendorf qu'il appela « Neuenwied ». Après qu’il obtint le privilège impérial en 1653 pour la construction d'une habitation urbaine, il transféra les résidences depuis Altwied vers Neuwied, puis l'administration et la juridiction vers Heddesdorf (aujourd'hui un quartier de Neuwied).

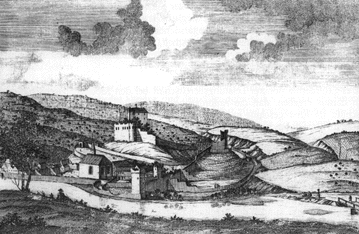
Altwied, calcographie Dupuis de 1785.

Le dernier membre de la famille comtale habitant le château fort de Altwied, fut le fils de Friedrich, le comte Georg Herman Reinhard qui y séjourna avec sa famille jusqu’en 1690. Par la suite, ce château fort fut délaissé. Il aurait même servi comme carrière pour la construction du château de Monrepos.
Dans la famille comtale d’alors, Friedrich Alexander, comte de Wied, fut élevé au titre héréditaire de prince, le 29 mai 1784.
Vers 1880, la famille restaura quelques espaces ainsi qu’une des petites tours sur Burg Altwied, dans le but d’y organiser occasionnellement des fêtes avec illumination des ruines. La princesse Elisabeth de Wied, reine de Roumanie (morte en 1916) se fit un plaisir de s’y rendre souvent.
Depuis 1927, la conservation et l'entretien des ruines est organisé par l'association locale du Heimatbund/Heimatverein Altwied.

## Composition du château fort
Du point de vue de sa construction, Burg Altwied est un château fort à muraille épaisse avec des enceintes multiples. Il se situe sur une crête rocheuse qui s'introduit comme une barre dans cette vallée étroite de la Wied dont l’eau s'écoule sur 3 côtés autour du site. L'assise du château au nord et au nord-est descend abruptement vers la rivière. Sur la partie basse vers le sud se situe le hameau de Altwied, serré entre la colline du château et la Wied. Le château fort et le hameau forment un ensemble de défense.
Autour du cœur du château datant des XIIe et XIIIe siècles, et à l'exception du côté nord avec les roches abruptes, se succèdent plusieurs anneaux de défense, dont le dernier, probablement du XIVe siècle, contourne le hameau tout entier. Le large donjon, avec son air trapu et son caractère de tour d'habitation, constitue la partie la plus ancienne du château. Sa base rectangulaire mesure environ 16 m x 7 m, et ses restes atteignent encore aujourd’hui une hauteur d'environ 16 m. L’épaisseur des mures est de 2 m du côté attaque, et de 1 m environ du côté cour.
Les murs sont en grauwacke et en ardoise, les arcs en tuf volcanique. Des 4 niveaux, celui le plus bas comprend 2 salles avec des voûtes en berceau. Les bâtisses du château s'étendent à partir du donjon vers l'ouest sur une longueur de 200 m environ, dont une bonne moitié est occupé par le château principal.

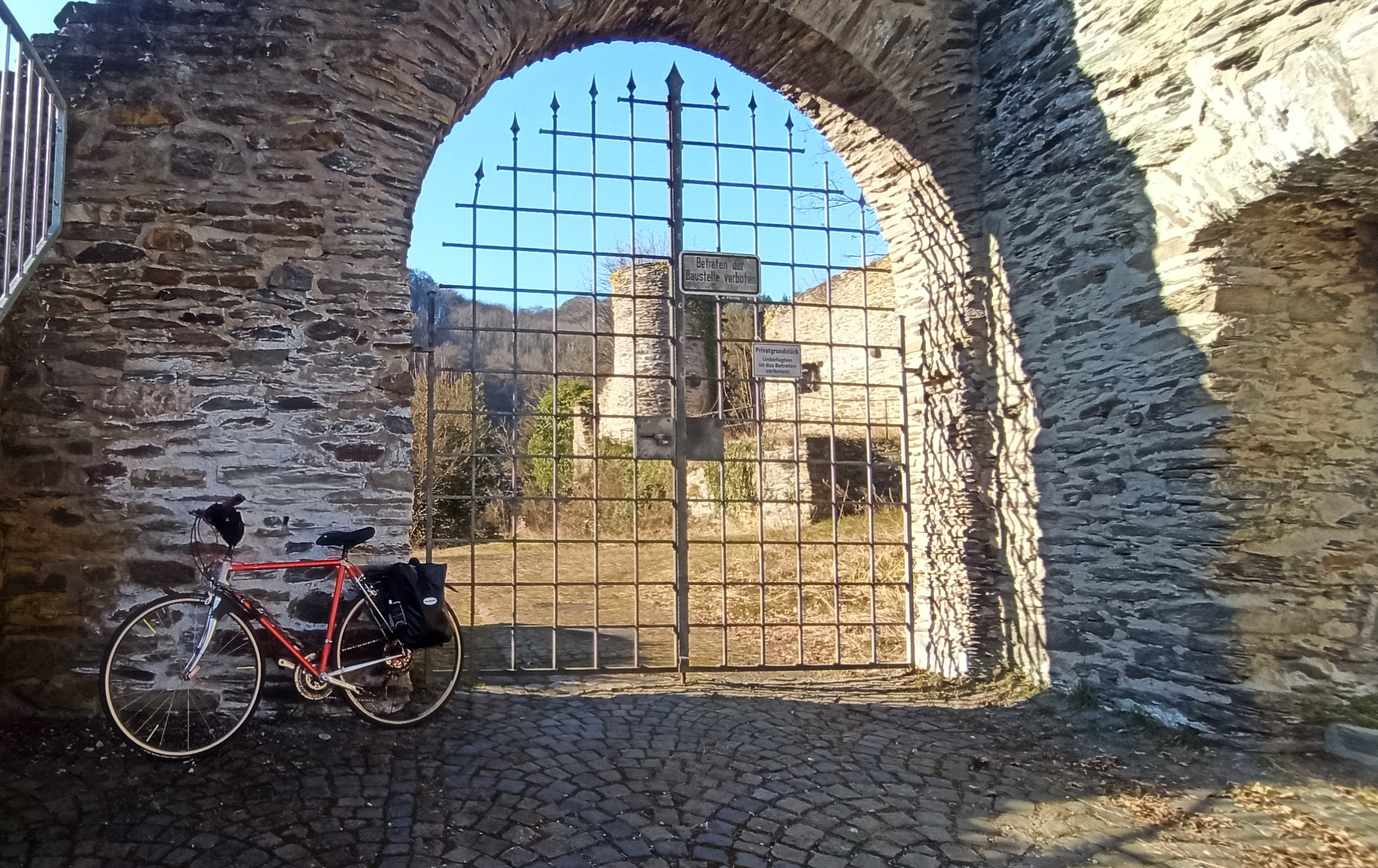
Porte d'accès à la basse-cour depuis la rue Schlossweg (mars 2022).

Au centre de la cour intérieure se trouve le puits qui est dégagé à nouveau aujourd'hui. Au nord-est s'élève la maison Frauenhaus, à 3 étages, qui fait bloc avec le mur d'enceinte et dont la construction initiale date du XIIIe siècle, et qui fut agrandie au XVIIe siècle. Les murs et pignons de cette bâtisse atteignent encore aujourd’hui une hauteur de 19 m, sur une surface de 20 m x 13,5 m. Dans la partie sud se trouvent également plusieurs restes de bâtiments, dont une tour octogonale avec une entrée en arc. On suppose que la chapelle du château se trouvait près de cette tour.
Un nombre total de 6 portes sont à franchir pour accéder au château depuis la basse-cour. De cette dernière subsistent aujourd'hui également de nombreux vestiges, dont des murs et des restes provenant de bâtiments et de tours.